# Nekrolog 1641
Nekrolog
◄◄
| ◄
| 1637
| 1638
| 1639
| 1640
| 1641 | 1642 | 1643 | 1644 | 1645 | ► | ►►
Weitere Ereignisse | Allgemeiner Nekrolog 1641
Die Beschreibung der verstorbenen Person sollte so kurz wie möglich gehalten sein und nur deren signifikante Tätigkeit(en) enthalten.
Neue Namen ggf. auch unter dem Geburts- und Sterbedatum, also etwa unter 1. Januar und im Geburts- und Sterbejahr (2024) eintragen (nur bei entsprechender großer Wichtigkeit). Für Beispiele siehe die schon vorhandenen Artikel.
Außerdem über die fünf zuletzt Verstorbenen, zu denen es einen ausreichend guten Artikel für eine Präsentation auf der Hauptseite gibt, nach der todesbedingten Überarbeitung der Artikel ggf. auch unter Wikipedia Diskussion:Hauptseite informieren und sie am besten auch in den anderen Wikipedia-Sprachversionen eintragen. Tipp: Regelmäßig bei news.google.de nach „ist tot“, „gestorben“ oder „verstorben“ suchen.
Wenn eine Person gestorben ist, gibt es viele Seiten zu dieser Person in der Wikipedia, die davon auch betroffen sind und entsprechend aktualisiert werden müssen. Beispiele: Namenübersichtsseite, Geburtsjahr, Geburtsort-Seiten und viele mehr.
Wie finde ich die betroffenen Seiten?
Im Suchfeld auf der linken Seite gibt man den Suchbegriff so ein: „Vorname Nachname“. Dann klickt man auf Volltext und alle Seiten mit entsprechendem Suchtext werden aufgerufen. Hier sieht man dann schnell, wo auch das Todesjahr Sinn macht oder sogar ein Teil des Artikels angepasst werden muss. Auch hilft das „Werkzeug“ auf der linken Seite sehr gut, um solche Seiten aufzufinden: „Links auf diese Seite“. Somit ist die Wikipedia wieder aktuell in allen Bereichen! Hinweis: bei Eintragung der Kategorie „Gestorben JAHR“ wird der Missbrauchsfilter 49 ausgelöst, was jedoch nicht schlimm ist. Siehe: Spezial:Missbrauchsfilter/49
Dies ist eine Liste von im Jahr 1641 verstorbenen bekannten Persönlichkeiten. Die Einträge erfolgen innerhalb der einzelnen Daten alphabetisch sortiert. Tiere sind im Nekrolog für Tiere zu finden.

## Januar
| Tag        | Name                       | Beruf, bekannt als                                                                                   | Alter | Beleg |
| ---------- | -------------------------- | --- | ----- | ----- |
| 3. Januar  | Jeremia Horrocks           | englischer Astronom                                                                                  |       |       |
| 5. Januar  | Nicolaus Peträus           | deutscher lutherischer Theologe, Superintendent                                                      | 71    |       |
| 6. Januar  | Thomas von Schröer         | deutscher Jurist und Dichter                                                                         | 52    |       |
| 7. Januar  | Charles de Condren         | französischer römisch-katholischer Theologe und zweiter Generalsuperior des Französischen Oratoriums | 52    |       |
| 9. Januar  | Gustav Adolf von der Pfalz | deutscher Prinz                                                                                      | 8     |       |
| 11. Januar | Franciscus Gomarus         | reformierter Theologe                                                                                | 77    |       |
| 11. Januar | Juan de Jáuregui           | spanischer Dichter                                                                                   | 57    |       |
| 11. Januar | Gabriel Plautz             | Hofkapellmeister und Komponist in Mainz                                                              |       |       |

## Februar
| Tag         | Name                               | Beruf, bekannt als                           | Alter | Beleg |
| ----------- | ---------------------------------- | -------------------------------------------- | ----- | ----- |
| 4. Februar  | Johann Georg Vitzthum von Eckstedt | Domherr der Stifter Halberstadt und Naumburg |       |       |
| 8. Februar  | Johann Freitag                     | deutscher Arzt                               | 59    |       |
| 14. Februar | Severin Binius                     | Generalvikar in Köln                         |       |       |
| 24. Februar | Philipp Wolfgang                   | Graf von Hanau-Lichtenberg                   | 45    |       |

## März
| Tag      | Name                                  | Beruf, bekannt als                                                                          | Alter | Beleg |
| -------- | ------------------------------------- | ------------------------------------------------------------------------------------------- | ----- | ----- |
| 14. März | Adam von Schwarzenberg                | Berater des Kurfürsten Georg Wilhelm von Brandenburg und Herrenmeister des Johanniterordens | 57    |       |
| 17. März | Lucas Norbert Gleixner von Rosenbrunn | böhmischer Zinngießer                                                                       |       |       |
| 23. März | Andries Both                          | niederländischer Maler                                                                      |       |       |
| 27. März | Heinrich Köhler                       | Lübecker Bürgermeister                                                                      | 64    |       |
| 27. März | Wilhelm von Welsperg                  | Bischof von Brixen                                                                          | 56    |       |

## April
| Tag       | Name                             | Beruf, bekannt als                                                                       | Alter | Beleg |
| --------- | -------------------------------- | ---------------------------------------------------------------------------------------- | ----- | ----- |
| 2. April  | Georg                            | Herzog der Fürstentümer Braunschweig und Lüneburg, Calenberg und Göttingen               | 59    |       |
| 6. April  | Domenichino                      | italienischer Maler                                                                      | 59    |       |
| 9. April  | Johann Palfy von Kanizsay        | evangelischer Geistlicher                                                                |       |       |
| 27. April | Wilhelm von Rath                 | deutscher Soldat                                                                         |       |       |
| 28. April | Hans Georg von Arnim-Boitzenburg | brandenburgisch-kursächsischer Feldherr, Diplomat und Politiker im Dreißigjährigen Krieg |       |       |

## Mai
| Tag     | Name                                   | Beruf, bekannt als         | Alter | Beleg |
| ------- | -------------------------------------- | -------------------------- | ----- | ----- |
| 12. Mai | Thomas Wentworth, 1. Earl of Strafford | englischer Politiker       | 48    |       |
| 20. Mai | Johan Banér                            | schwedischer Feldmarschall | 44    |       |

## Juni
| Tag      | Name                          | Beruf, bekannt als                                                                          | Alter | Beleg |
| -------- | ----------------------------- | ------------------------------------------------------------------------------------------- | ----- | ----- |
| 1. Juni  | Carlo Emmanuele Pio di Savoia | Kardinal der römisch-katholischen Kirche                                                    | 56    |       |
| 8. Juni  | Hans Friedrich Fuchs          | Landmarschall der Oberpfalz                                                                 | 44    |       |
| 9. Juni  | Christoph von Neuenkirchen    | Rat der Herzöge von Pommern                                                                 | 73    |       |
| 19. Juni | Johann Wetzel                 | deutscher lutherischer Theologe und Generalsuperintendent der Generaldiözese Lüneburg-Celle | 70    |       |
| 27. Juni | Michiel van Mierevelt         | holländischer Maler                                                                         | 74    |       |
| 30. Juni | Jacob Woutersz Vosmaer        | niederländischer Maler                                                                      |       |       |

## Juli
| Tag      | Name                                | Beruf, bekannt als                                                                 | Alter | Beleg |
| -------- | ----------------------------------- | ---------------------------------------------------------------------------------- | ----- | ----- |
| 1. Juli  | Caspar Michael Welsch               | deutscher Jurist                                                                   | 36    |       |
| 4. Juli  | Pedro Teixeira                      | portugiesischer Offizier und Amazonasforscher zur Kolonialzeit Brasiliens          |       |       |
| 6. Juli  | Louis de Bourbon, comte de Soissons | Großmeister von Frankreich und Gouverneur der Dauphiné, der Champagne und von Brie | 37    |       |
| 15. Juli | Arnoldus Buchelius                  | niederländischer Humanist, Jurist, Antiquar, Genealoge und Heraldiker              | 76    |       |
| 21. Juli | Thomas Mun                          | englischer Kaufmann und Ökonom                                                     |       |       |
| Juli     | Ludovico Bartolaia                  | italienischer Komponist                                                            | 99    |       |

## August
| Tag        | Name                | Beruf, bekannt als                                   | Alter | Beleg |
| ---------- | ------------------- | ---------------------------------------------------- | ----- | ----- |
| 2. August  | Georg von der Wense | deutscher Verwaltungsbeamter                         | 59    |       |
| 4. August  | Otto III.           | Herzog von Braunschweig-Harburg                      | 69    |       |
| 15. August | Siegmund Otto       | Dresdner Ratsherr und Bürgermeister                  |       |       |
| 16. August | Thomas Heywood      | englischer Dramatiker                                |       |       |
| August     | Martino Alfieri     | italienischer Geistlicher und Erzbischof von Cosenza |       |       |
| August     | Guy de La Brosse    | französischer Arzt und Botaniker                     |       |       |

## September
| Tag           | Name                                  | Beruf, bekannt als                            | Alter | Beleg |
| ------------- | ------------------------------------- | --------------------------------------------- | ----- | ----- |
| 13. September | Johannes VI. Pfister                  | deutscher Zisterzienserabt                    |       |       |
| 20. September | Philipp Sattler                       | schwedischer Diplomat, Offizier und Kriegsrat | 46    |       |
| 25. September | Adolf von Wolff-Metternich zur Gracht | Domherr in Münster                            | 23    |       |

## Oktober
| Tag         | Name                                 | Beruf, bekannt als                                                            | Alter | Beleg |
| ----------- | ------------------------------------ | ----------------------------------------------------------------------------- | ----- | ----- |
| 7. Oktober  | Levin Zanner                         | deutscher Freireuter (Freischärler, Freikorpsführer) im Dreißigjährigen Krieg |       |       |
| 11. Oktober | Maria Walburga Viol                  | Schweizer Äbtissin der Benediktinerinnen                                      |       |       |
| 21. Oktober | Bernhard Schaffalitzky von Muckadell | schwedischer Generalmajor und Württemberger Diplomat im Dreißigjährigen Krieg | 50    |       |
| 21. Oktober | Thomas Störning                      | deutscher Kaufmann und Ratsherr der Hansestadt Lübeck                         | 70    |       |
| 24. Oktober | Balthasar Küchler                    | deutscher Maler                                                               |       |       |
| 24. Oktober | Goswin Merckelbach                   | deutscher Bürgermeister von Soest und Kanzler von Lüneburg                    | 72    |       |

## November
| Tag          | Name                              | Beruf, bekannt als                                                         | Alter | Beleg |
| ------------ | --------------------------------- | -------------------------------------------------------------------------- | ----- | ----- |
| 1. November  | Georg Kresse                      | Bauerngeneral des Dreißigjährigen Kriegs                                   |       |       |
| 6. November  | Francesco Peparelli               | italienischer Architekt                                                    |       |       |
| 9. November  | Ferdinand von Spanien             | Kardinal und Feldherr im Dreißigjährigen Krieg                             | 32    |       |
| 10. November | Asaf Khan                         | indischer Politiker                                                        |       |       |
| 12. November | Philipp Ludwig III.               | Graf von Hanau-Münzenberg                                                  |       |       |
| 16. November | Mukai Shōgen                      | japanischer Admiral                                                        | 59    |       |
| 19. November | Sigismondo Donati                 | Bischof von Ascoli Piceno                                                  |       |       |
| 20. November | Leonhard von der Borgh            | deutscher Jurist und Syndicus der Hansestadt Lübeck                        |       |       |
| 21. November | Johann Kaspar von Stadion         | Hochmeister des Deutschen Ordens                                           | 73    |       |
| 23. November | Johann Wilhelm Neumayr von Ramsla | deutscher Militärhistoriker, Reiseschriftsteller und früher Nationalökonom |       |       |
| 25. November | Antonio Santacroce                | italienischer Kardinal und Erzbischof                                      | 42    |       |
| 26. November | Hedwig von Dänemark               | Kurfürstin von Sachsen                                                     | 60    |       |

## Dezember
| Tag          | Name                                | Beruf, bekannt als                                                       | Alter | Beleg |
| ------------ | ----------------------------------- | ------------------------------------------------------------------------ | ----- | ----- |
| 7. Dezember  | Albrecht Friedrich                  | Graf von Barby und Mühlingen, Mitglied der Fruchtbringenden Gesellschaft | 44    |       |
| 9. Dezember  | Francesco Boncompagni               | italienischer Erzbischof und Kardinal                                    | 49    |       |
| 9. Dezember  | Anthonis van Dyck                   | flämischer Maler                                                         | 42    |       |
| 13. Dezember | Johanna Franziska von Chantal       | Heilige der katholischen Kirche                                          | 69    |       |
| 16. Dezember | Hans Iversen Wandal                 | dänischer lutherischer Theologe und Bischof                              | 62    |       |
| 22. Dezember | Maximilien de Béthune, duc de Sully | französischer Staatsmann und Minister                                    | 82    |       |
| 27. Dezember | François van Aerssen                | niederländischer Diplomat                                                | 69    |       |
| 30. Dezember | Kaspar Ernst von Knoch              | Mitglied der Fruchtbringenden Gesellschaft                               | 59    |       |

## Datum unbekannt
| Tag | Name                      | Beruf, bekannt als                                                                                           | Alter | Beleg |
| --- | ------------------------- | --- | ----- | ----- |
|     | Bernardo Aldrete          | spanischer Humanist und früher Romanist                                                                      |       |       |
|     | Eberhard Beckermann       | General im Dreißigjährigen Krieg                                                                             |       |       |
|     | Horace Cardon             | französischer Buchdrucker und Verleger                                                                       |       |       |
|     | Gasparo Casati            | italienischer Komponist und Kirchenkapellmeister                                                             |       |       |
|     | Levin von Donop           | deutscher Jurist und Politiker                                                                               |       |       |
|     | Robert Dowland            | englischer Komponist und Lautenist                                                                           |       |       |
|     | Levinus Eekmans           | deutscher Orgelbaumeister                                                                                    |       |       |
|     | Juan Bautista de Espinosa | spanischer Maler                                                                                             |       |       |
|     | Theodor Höpingk           | deutscher Historiker, Jurist und Heraldiker                                                                  |       |       |
|     | Andreas von Kreytzen      | Beamter im Herzogtum Preußen                                                                                 |       |       |
|     | Luis de la Palma          | spanischer Jesuit, Priester, Prediger und Theologe                                                           |       |       |
|     | Gerard de Malynes         | englischer Kaufmann, Beauftragter für die Spanischen Niederlande, Regierungsberater und Beamter im Münzwesen |       |       |
|     | Adam van Noort            | flämischer Maler                                                                                             |       |       |
|     | Caspar von Romberg        | westfälischer Adliger aus der Familie vom Romberg                                                            |       |       |
|     | Walenty Roździeński       | schlesischer Schmiedemeister, Verwalter der Hüttenwerke, und Schriftsteller                                  |       |       |
|     | Melchior van Santvoort    | niederländischer Kaufmann in Japan                                                                           |       |       |
|     | Henry Spelman             | britischer Historiker                                                                                        |       |       |
|     | Heinrich Spichernagel     | deutscher Benediktinerabt und Präsident der Bursfelder Kongregation                                          |       |       |
|     | Sarra Copia Sullam        | venezianische Dichterin                                                                                      |       |       |
|     | Francesco Usper           | italienischer Komponist, Organist und Priester                                                               |       |       |
|     | Martinus Vadovius         | polnischer Theologe und Philosoph                                                                            |       |       |
|     | Jan van de Velde II       | niederländischer Maler und Kupferstecher                                                                     |       |       |
|     | Wazir Khan                | Gouverneur des Panjab                                                                                        |       |       |
|     | Artus Wolffordt           | flämischer Maler                                                                                             |       |       |
|     | Xu Xiake                  | chinesischer Geograph und Schriftsteller                                                                     |       |       |